# Крест «За Порт-Артур»
Крест «За Порт-Артур» (Крест за оборону Порт-Артура) — утвержден как нагрудный знак к десятой годовщине начала обороны крепости — 14 января 1914 года.
Имелось две разновидности этого знака: серебряный — для награждения офицерского состава и светло-бронзовый — для нижних чинов.
Концы креста (42х42 мм) уширены на манер Георгиевского, но со скрещенными в центре мечами (рукоятями вниз); в розетке, стилизованной под шестибастионный многоугольник крепости, на белой эмали изображен чёрный силуэт эскадренного броненосца с хорошо различимыми бортовыми орудиями. На двух горизонтальных концах креста помещены крупные выпуклые надписи: на левом — «ПОРТЪ», на правом — «АРТУРЪ»; на обороте знака имеется штифт для крепления его на одежду.
Встречаются подобные кресты и из светлой бронзы, несколько отличающиеся от вышеописанного. Они не имеют в розетке эмали, корабль на них изображен в профиль (правым бортом).